# Léon Abalantés
Leo Abalantius ou Léon Abalantés est un Grec byzantin qui aida Jean Tzimiskès dans le meurtre de l'empereur Nicéphore II Phocas. Jean fit de lui le meurtrier de Nicéphore et le bannit, ce qui permit au patriarche Polyeucte de le dédouaner de l'assassinat et de l’autoriser à devenir empereur.
Léon était taxiarque.

## Source
- « Léon Abalantés », Charles Weiss, Biographie universelle, ou Dictionnaire historique contenant la nécrologie des hommes célèbres de tous les pays, 1841 [détail des éditions].